# Синева в синеве
«Синева в синеве» (порт. Azul no Azul) — португальский короткометражный экспериментальный фильм, созданный итальянским режиссёром Джанмарко Донаджио в сотрудничестве с португальским художником Нельсоном Феррейрой. Фильм был создан и представлен совместно с Национальным музеем современного искусства в Португалии. Его премьера состоялась в музее 28 июля 2022 года, после чего фильм был показан в кинотеатре музея с 29 июля по 15 сентября 2022 года. Вторая версия была создана для Национального музея Суареша-душ-Рейса в рамках празднования 150-летия скульптуры Антониу Суареша душ Рейса «Изгнанник» и показывалась в музее с 10 декабря 2022 года по 19 марта 2023 года.
Короткометражный фильм «Синева в синеве» (Azul no Azul) был задуман двумя художниками как эксперимент, в котором Донаджио переводил в кинематографическую форму процесс рисования синей серии Феррейры — коллекции картин, которые художник создал во время своего пребывания в художественной резиденции MNAC в Лиссабоне. Как заявил куратор музея, «этот цикл современных работ свидетельствует о благоговении Нельсона перед великими классическими мастерами и академической традицией». Как следствие, при создании фильма «Azul no Azul» режиссёр Донаджио поставил перед собой задачу передать через фильм как эффект, так и сам процесс сложных техник рисования, таких как alla prima (итал. «в один присест») — рисование, глядя прямо на объект, и классическая традиция изображения скульптурных фигур. Результатом является кинематографический эксперимент из синих форм, преобразующихся в классические скульптуры музейного парка, и наоборот, скульптуры, плавящиеся в синие бесформенные элементы.